# Gheorghe Ciolac
Gheorghe Ciolac (10 d'agost de 1908 - 13 d'abril de 1965) fou un futbolista romanès. Va formar part de l'equip romanès a la Copa del Món de 1934, tot i que no hi disputà cap partit. Es retirà com a professional el 15 de juny del 1941, després d'un partit contra l'ASC Venus București.